# (22429) Jurasek
(22429) Jurasek  es un asteroide perteneciente al cinturón de asteroides, descubierto el 22 de febrero de 1996 por Adrián Galád y Alexander Pravda desde el Observatorio Astrofísico y Geofísico de Modra, en Eslovaquia.

## Designación y nombre
Designado inicialmente como 1996 DD1. Más adelante en 2010, fue nombrado por  Pavel "Balvan" Jurašek (1955-2008) quien fue meteorólogo profesional y, desde 2006, director del Instituto Hidrometeorológico Eslovaco de Košice. Interesado en la observación de meteoros, fue miembro de la Unión Eslovaca de Astrónomos Aficionados y de la Sociedad Astronómica Eslovaca.

## Características orbitales
Jurasek orbita a una distancia media del Sol de 2,672 ua, pudiendo acercarse hasta 2,492 ua y alejarse hasta 2,853 ua. Tiene una excentricidad de 0,067 y una inclinación orbital de 22,846° grados. Emplea en completar una órbita alrededor del Sol 1595,65 días.
Pertenece a la familia de asteroides de (480) Hansa.

## Características físicas
Su magnitud absoluta es 13,04. Tiene 13,242 km de diámetro. Su albedo se estima en 0,084.